# Орбіталь Рідберга
Орбіталь Рідберга (англ. Rydberg orbital) — хімічний термін, що може означати:
- Для атома — атомна орбіталь з головним квантовим числом, більшим від головного квантового числа будь-якої зайнятої атомної орбіталі в основному стані.
- Для молекули — молекулярна орбіталь, що корелює з рідбергівською атомною орбіталлю в атомному фрагменті, утвореному при дисоціації.